# A Star Is Born Soundtrack
A Star Is Born è la colonna sonora del film omonimo del 2018, interpretata da Lady Gaga e Bradley Cooper e pubblicata il 5 ottobre 2018 dalla Interscope.
A giugno 2019 la colonna sonora ha venduto mondialmente oltre 6 milioni di copie, di cui 2 milioni solo negli Stati Uniti d'America, e generato oltre 2 miliardi di streaming.

## Descrizione
Si tratta della colonna sonora del film remake A Star Is Born, che vede come protagonisti gli stessi autori. Tutte le canzoni presenti nel film sono state scritte da Lady Gaga e Bradley Cooper, talvolta affiancati da artisti quali Lukas Nelson, Jason Isbell e Mark Ronson, e sono state registrate dal vivo, senza sovraincisioni. In particolare i brani sono stati incisi in diversi studi nelle città di Hollywood, Los Angeles, Malibù e New York.

## Tracce
1. Intro – 0:20
2. Bradley Cooper – Black Eyes – 3:03 (Cooper, Lukas Nelson)
3. Somewhere Over the Rainbow (feat. Lady Gaga) (dialogue) – 0:42 (Harold Arlen, E.Y. Harburg, Claire Louise Whittleston)
4. Fabulous French (feat. Bradley Cooper, Lady Gaga, Anthony Ramos e D.J. "Shangela" Pierce) (dialogue) – 0:19
5. Lady Gaga – La Vie en rose – 2:59 (Louiguy, Édith Piaf)
6. I'll Wait for You (feat. Bradley Cooper e Lady Gaga) (dialogue) – 0:19
7. Bradley Cooper – Maybe It's Time – 2:39 (Jason Isbell)
8. Parking Lot (feat. Bradley Cooper e Lady Gaga) (dialogue) – 0:31
9. Bradley Cooper – Out of Time – 2:52 (Cooper, Nelson)
10. Bradley Cooper – Alibi – 3:03 (Gaga, Cooper, Nelson)
11. Trust Me (feat. Bradley Cooper e Lady Gaga) (dialogue) – 0:32
12. Lady Gaga e Bradley Cooper – Shallow – 3:35 (Gaga, Mark Ronson, Anthony Rossomando, Andrew Wyatt)
13. First Stop, Arizona (feat. Bradley Cooper e Lady Gaga) (dialogue) – 0:10
14. Lady Gaga e Bradley Cooper – Music to My Eyes – 3:19 (Gaga, Nelson)
15. Lady Gaga e Bradley Cooper – Diggin' My Grave – 3:57 (Paul Kennerley)
16. I Love You (feat. Bradley Cooper e Lady Gaga) (dialogue) – 0:19
17. Lady Gaga – Always Remember Us This Way – 3:30 (Gaga, Natalie Hemby, Hillary Lindsey, Lori McKenna)
18. Unbelievable (feat. Lady Gaga e Rafi Gavron) (dialogue) – 0:28
19. How Do You Hear It? (feat. Bradley Cooper e Lady Gaga) (dialogue) – 0:14
20. Lady Gaga – Look What I Found – 2:55 (Gaga, Mark Nilan Jr., Nick Monson, Paul "DJWS" Blair, Nelson, Aaron Raitiere)
21. Memphis (feat. Bradley Cooper e Lady Gaga) (dialogue) – 0:24
22. Lady Gaga – Heal Me – 3:16 (Gaga, Nilan, Monson, Blair, Julia Michaels, Justin Tranter)
23. Lady Gaga e Bradley Cooper – I Don't Know What Love Is – 2:57 (Gaga, Nelson)
24. Vows (feat. Lady Gaga) (dialogue) – 0:17
25. Lady Gaga – Is That Alright? – 3:11 (Gaga, Nilan, Monson, Blair, Raitiere)
26. SNL (feat. featuring Alec Baldwin, Donald King, Michael Mancini e Gena Rositano) (dialogue) – 0:13
27. Lady Gaga – Why Did You Do That? – 3:04 (Gaga, Diane Warren, Nilan, Monson, Blair)
28. Lady Gaga – Hair Body Face – 3:22 (Gaga, Nilan, Monson, Blair)
29. Scene 98 (feat. Bradley Cooper e Lady Gaga) (dialogue) – 0:35
30. Lady Gaga – Before I Cry – 4:18 (Gaga, Nilan, Monson, Blair)
31. Bradley Cooper – Too Far Gone – 1:26 (Cooper, Nelson)
32. Twelve Notes (feat. Lady Gaga e Sam Elliott) (dialogue) – 1:03
33. Lady Gaga e Bradley Cooper – I'll Never Love Again (Film Version) – 4:41 (Gaga, Hemby, Lindsey, Raitiere)
34. Lady Gaga – I'll Never Love Again (Extended Version) – 5:28 (Gaga, Hemby, Lindsey, Raitiere)

## Successo commerciale

### America del Nord
A Star Is Born ha esordito in vetta alla Billboard 200 statunitense, segnando il miglior debutto per una colonna sonora dal 2015, quando Fifty Shades of Grey: Original Motion Picture Soundtrack debuttò al secondo posto della suddetta classifica; inoltre è diventato il quinto album al numero di Gaga e il primo di Cooper dopo aver venduto nella sua prima settimana 231 000 unità equivalenti, di cui 162 000 sono vendite pure, 37 000 sono stream-equivalent units risultanti dalle riproduzioni in streaming dei brani mentre le restanti 32 000 sono track-equivalent units equivalenti alle vendite digitali dei singoli brani. La settimana successiva è rimasto in cima alla classifica, seppur registrando un calo di vendite del 38%, e aggiungendo altre 143 000 unità al suo totale (di cui 86 000 pure). In seguito alla cerimonia dei Premi Oscar 2019, la colonna sonora è ritornata al 1º posto nella pubblicazione del 28 febbraio 2019 per una quarta settimana non consecutiva con un aumento di vendite del 153%, totalizzando 129 000 unità nel corso della settimana. Ad agosto 2019, ha accumulato 1 148 000 unità in territorio statunitense.
La colonna sonora ha inoltre debuttato in cima alla classifica canadese, diventando il terzo album numero uno di Gaga nel paese da Born This Way. Ha totalizzato 18 000 unità nella sua prima settimana, risultando il disco più venduto nei negozi fisici e digitali e il 7º più riprodotto sulle piattaforme di streaming. La settimana successiva ha aggiunto altre 12 000 unità al suo totale, mantenendo la stessa posizione della settimana precedente. Durante la sua terza settimana di pubblicazione ha registrato un aumento di vendite del 11%, tanto da rimanere in vetta alla classifica degli album canadese con 14 000 unità e divenire l'album di Gaga più longevo al numero uno. Alla fine dell'anno, ha accumulato 155 000 unità in territorio canadese, di cui 92 000 in copie pure.

### Europa
Anche nel Regno Unito ha fatto il proprio ingresso alla vetta della classifica degli album grazie a 31 816 unità di vendita, diventando il quarto album al numero uno di Gaga nella classifica britannica. La settimana seguente è stato spodestato da Always in Between di Jess Glynne e ha aggiunto altre 24 732 unità al suo totale. In Irlanda ha esordito al numero uno, superando Trech dei Twenty One Pilots di 2 000 unità e diventando il quarto album numero di Gaga nella classifica irlandese. In Francia ha debuttato alla 7ª posizione della classifica degli album redatta dalla Syndicat national de l'édition phonographique con 8 700 unità, per poi raggiungere successivamente la vetta grazie a 9 700 unità. A maggio 2019 ha accumulato più di 300 000 unità in territorio francese, di queste 200 000 sono in pure. È risultato il 7º disco più venduto nel corso del 2019 con 298 000 unità distribuite. A giugno 2020 le vendite totali in tale territorio ammontavano a 460 000.

### Oceania e Asia
In Australia, dopo un iniziale ingresso al 3º posto, la colonna sonora ha raggiunto la vetta della ARIA Albums Chart due settimane dopo. In Nuova Zelanda ha debuttato alla 6ª posizione, per poi raggiungere la cima nella settimana del 29 ottobre 2018. Ha trascorso un totale di sedici settimane consecutive al numero uno, battendo così il record detenuto da ÷ di Ed Sheeran per il maggior tempo di permanenza al vertice della classifica degli album neozelandese. Nella classifica giapponese delle vendite fisiche e digitali ha invece raggiunto il 12º posto con 5 002 esemplari.

## Classifiche

### Classifiche settimanale
| Classifica (2018-20)     | Posizione massima |
| ------------------------ | ----------------- |
| Argentina                | 3                 |
| Australia                | 1                 |
| Austria                  | 2                 |
| Belgio (Fiandre)         | 1                 |
| Belgio (Vallonia)        | 4                 |
| Canada                   | 1                 |
| Corea del Sud            | 37                |
| Croazia                  | 1                 |
| Danimarca                | 1                 |
| Estonia                  | 1                 |
| Finlandia                | 5                 |
| Francia                  | 1                 |
| Germania                 | 4                 |
| Grecia                   | 1                 |
| Irlanda                  | 1                 |
| Islanda                  | 2                 |
| Italia                   | 4                 |
| Lettonia                 | 13                |
| Lituania                 | 1                 |
| Messico                  | 3                 |
| Norvegia                 | 1                 |
| Nuova Zelanda            | 1                 |
| Paesi Bassi              | 3                 |
| Polonia                  | 1                 |
| Portogallo               | 1                 |
| Regno Unito              | 1                 |
| Regno Unito (soundtrack) | 1                 |
| Repubblica Ceca          | 1                 |
| Slovacchia               | 1                 |
| Spagna                   | 2                 |
| Stati Uniti              | 1                 |
| Stati Uniti (soundtrack) | 1                 |
| Sudafrica                | 4                 |
| Svezia                   | 58                |
| Svizzera                 | 1                 |
| Ungheria                 | 11                |

### Classifiche di fine anno
| Classifica (2018)        | Posizione |
| ------------------------ | --------- |
| Australia                | 3         |
| Austria                  | 9         |
| Belgio (Fiandre)         | 56        |
| Belgio (Vallonia)        | 42        |
| Canada                   | 31        |
| Danimarca                | 76        |
| Estonia                  | 45        |
| Francia                  | 28        |
| Germania                 | 42        |
| Irlanda                  | 2         |
| Islanda                  | 23        |
| Italia                   | 48        |
| Messico                  | 44        |
| Norvegia                 | 19        |
| Nuova Zelanda            | 4         |
| Polonia                  | 47        |
| Regno Unito              | 7         |
| Slovacchia               | 2         |
| Spagna                   | 60        |
| Stati Uniti              | 37        |
| Stati Uniti (soundtrack) | 3         |
| Svezia                   | 19        |
| Svizzera                 | 7         |
| Ungheria                 | 54        |
| Classifica (2019)        | Posizione |
| Australia                | 4         |
| Austria                  | 12        |
| Belgio (Fiandre)         | 7         |
| Belgio (Vallonia)        | 11        |
| Bulgaria                 | 3         |
| Canada                   | 1         |
| Croazia                  | 4         |
| Danimarca                | 1         |
| Francia                  | 7         |
| Germania                 | 26        |
| Irlanda                  | 7         |
| Islanda                  | 9         |
| Italia                   | 22        |
| Messico                  | 32        |
| Norvegia                 | 2         |
| Nuova Zelanda            | 7         |
| Paesi Bassi              | 22        |
| Polonia                  | 2         |
| Portogallo               | 2         |
| Regno Unito              | 9         |
| Repubblica Ceca          | 4         |
| Slovacchia               | 3         |
| Spagna                   | 43        |
| Stati Uniti              | 3         |
| Stati Uniti (soundtrack) | 1         |
| Svezia                   | 7         |
| Svizzera                 | 2         |
| Ungheria                 | 55        |
| Classifica (2020)        | Posizione |
| Australia                | 81        |
| Belgio (Fiandre)         | 46        |
| Belgio (Vallonia)        | 78        |
| Canada                   | 45        |
| Danimarca                | 21        |
| Francia                  | 40        |
| Islanda                  | 57        |
| Italia                   | 86        |
| Norvegia                 | 13        |
| Paesi Bassi              | 27        |
| Spagna                   | 71        |
| Stati Uniti              | 137       |
| Svezia                   | 57        |
| Svizzera                 | 57        |
| Classifica (2021)        | Posizione |
| Belgio (Fiandre)         | 52        |
| Belgio (Vallonia)        | 102       |
| Danimarca                | 37        |
| Francia                  | 150       |
| Italia                   | 94        |
| Norvegia                 | 28        |
| Paesi Bassi              | 43        |
| Classifica (2022)        | Posizione |
| Belgio (Fiandre)         | 71        |
| Belgio (Vallonia)        | 163       |
| Danimarca                | 58        |
| Paesi Bassi              | 43        |

### Classifiche di fine decennio
| Classifica (2010-19) | Posizione |
| -------------------- | --------- |
| Australia            | 46        |
| Norvegia             | 28        |
| Paesi Bassi          | 70        |
| Stati Uniti          | 33        |